# Église catholique Saint-Pierre-le-Jeune de Strasbourg
Cet article concerne l'église catholique Saint-Pierre-le-Jeune. Pour l'église protestante, voir église protestante Saint-Pierre-le-Jeune de Strasbourg.
L'église catholique Saint-Pierre-le-Jeune est un édifice de style néo-roman et néo-byzantin situé à Strasbourg dans le département français du Bas-Rhin en région Grand Est.
Elle se situe à l'angle des rues Finkmatt et De Castelnau dans la Neustadt, juste à côté du palais de justice, et ne doit pas être confondue avec l'église protestante homonyme, située dans l'enceinte de la Grande Île de Strasbourg.

## Histoire
Autrefois, elle était appelée Neue Jung Sankt-Peter (« nouvelle Saint-Pierre-le-Jeune »).

## Description
Jusqu'à la construction de cette église, catholiques et protestants se partageaient l'ancienne église Saint-Pierre-le-Jeune, située dans le centre historique de la ville.
L'église de grès rose et rouge est édifiée de 1889 à 1893 par les architectes Skjold Neckelmann et August Hartel (également concepteurs du palais de justice voisin, réalisé en calcaire gris). Ils réalisent l'église dans un style mêlant le néo-roman et le néo-byzantin et couronnée par la plus vaste coupole d'Alsace (hauteur intérieure 50 mètres, diamètre intérieur maximal 18,5 mètres). C'est l'une des grandes réalisations architecturales de la Neustadt réalisées à l'époque de l'annexion de l'Alsace-Lorraine. 
L'orgue est signé Yves Kœnig. Le très vaste lustre annulaire suspendu à la calotte du dôme est une réinterprétation de celui de l'abbatiale Saint-Pierre-et-Saint-Paul de Wissembourg, détruit pendant la Révolution française. 
En 2006, une statue de Charles de Foucauld, né à Strasbourg, réalisée par la sculptrice Daphné Du Barry a été installée sur la place Charles de Foucauld devant le parvis de l'église grâce à une souscription des paroissiens.

## Illustrations

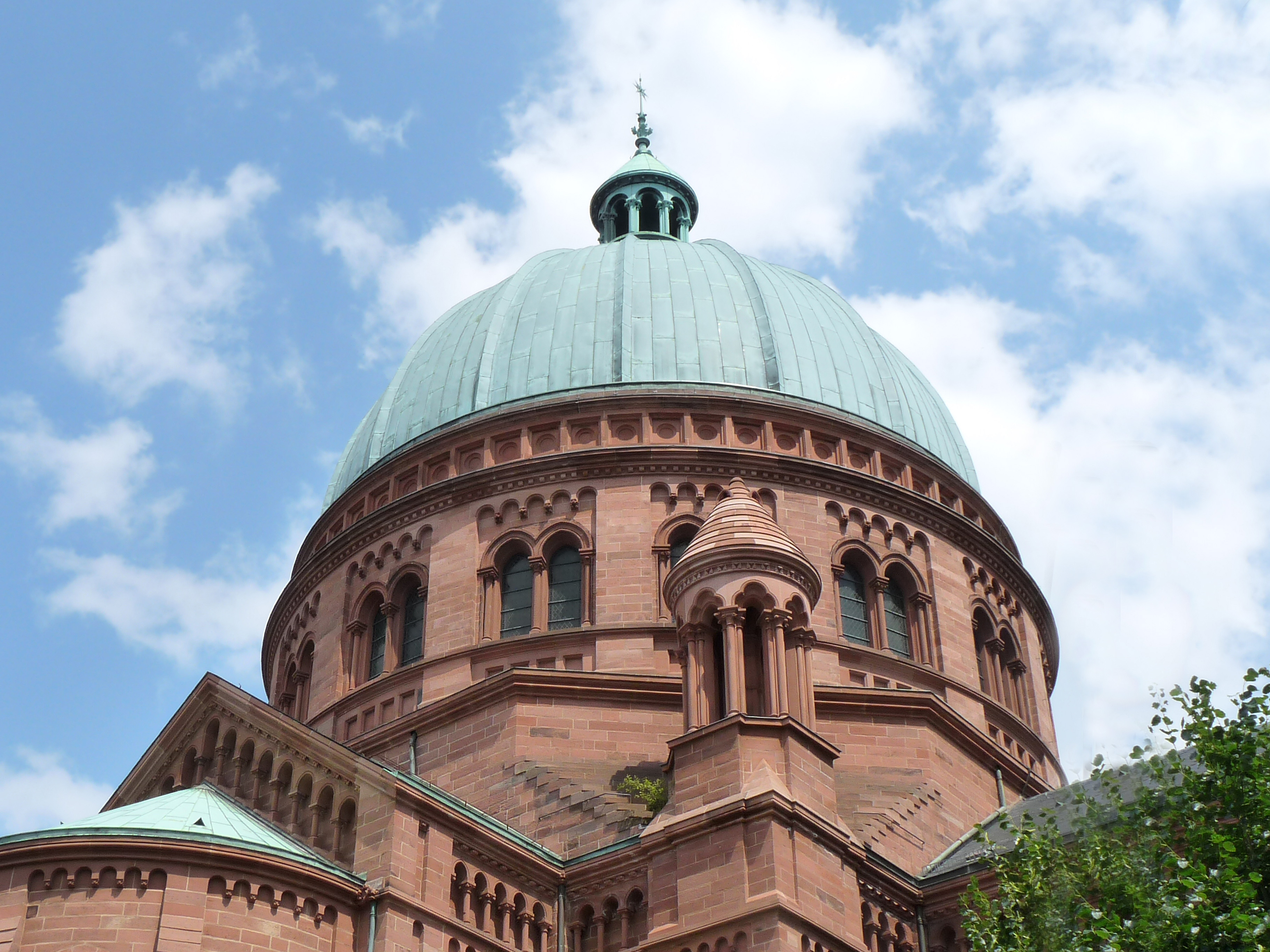
La coupole
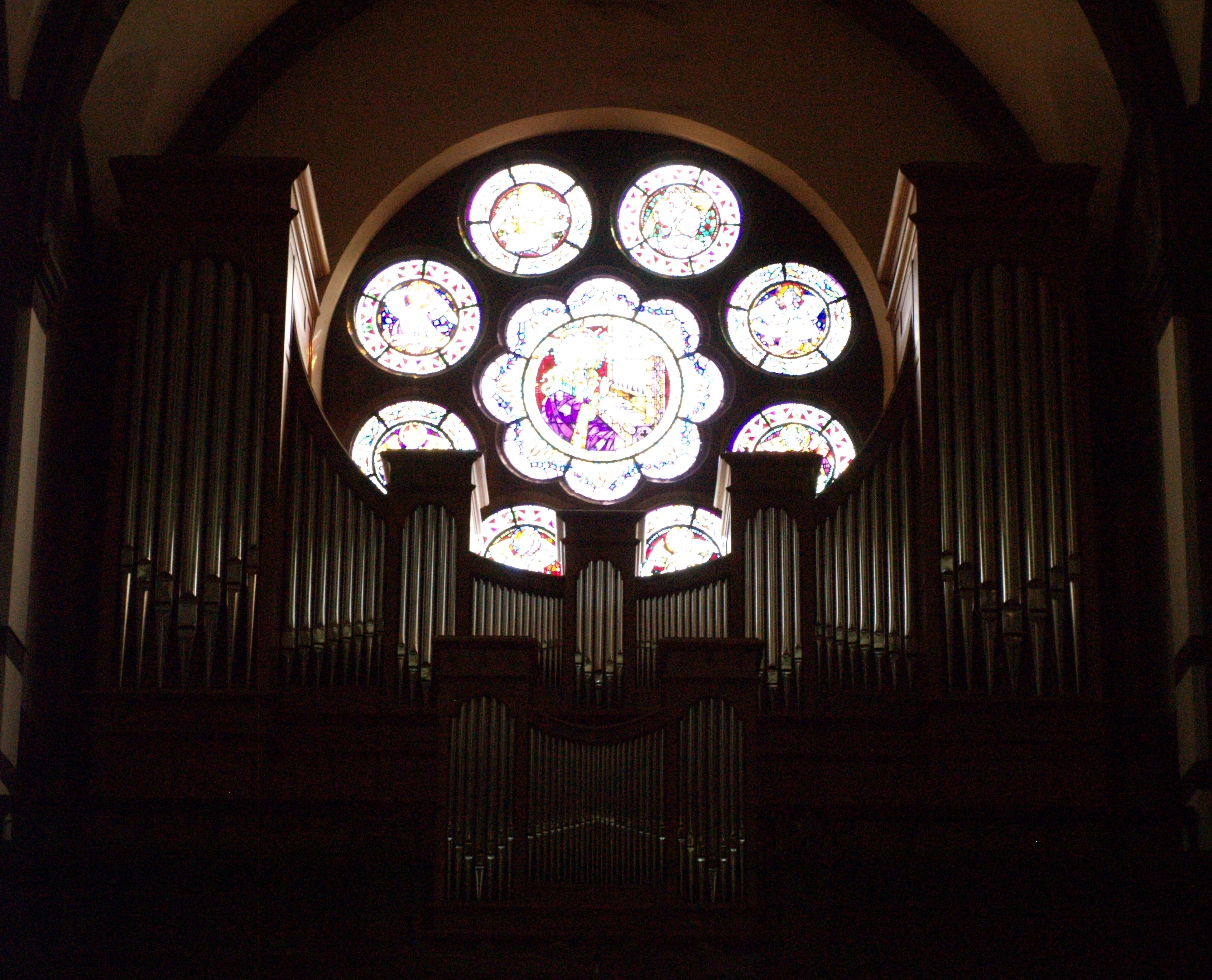
Orgue de l'église
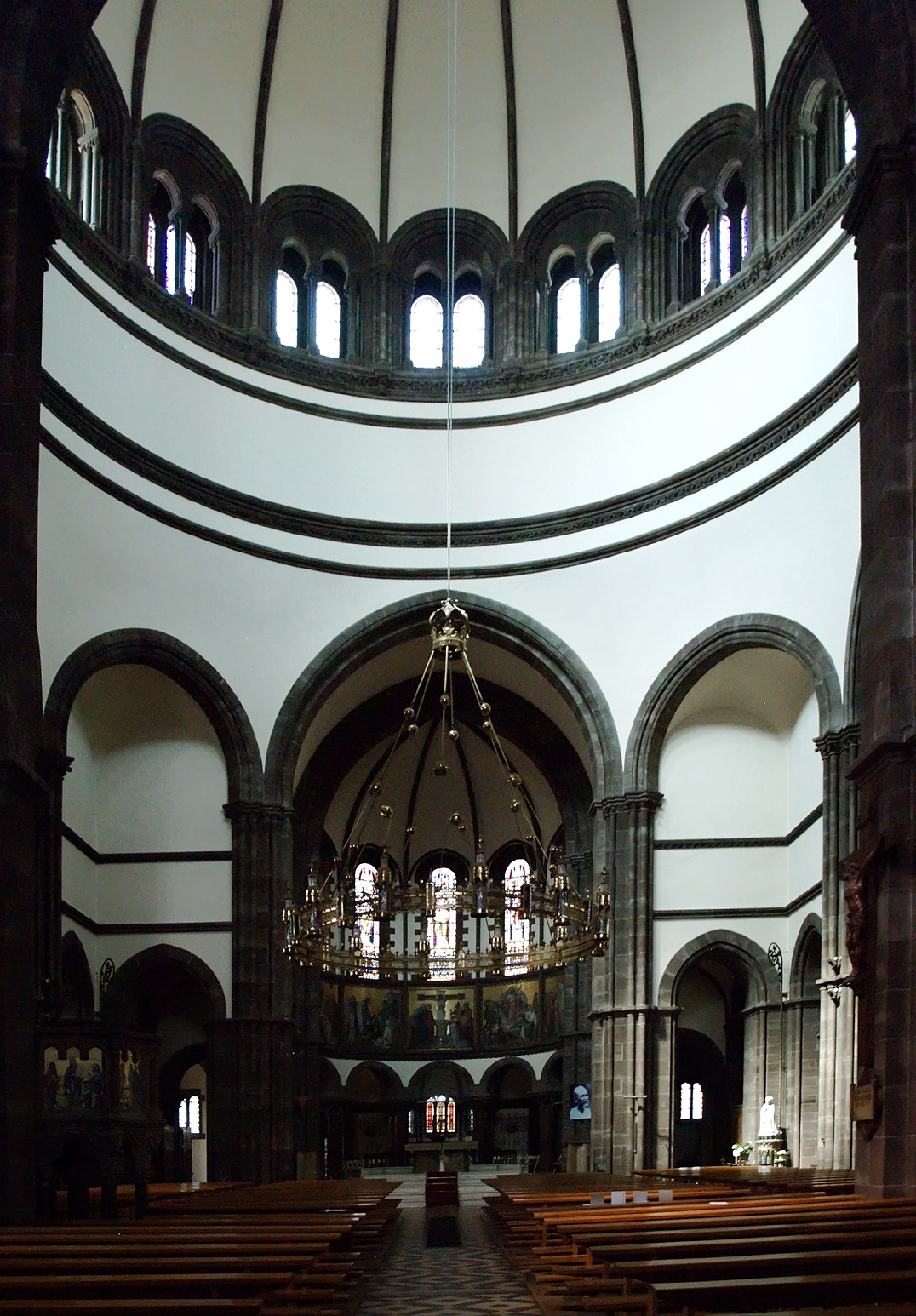
Intérieur de l'église